# 단발머리 (조용필의 노래)
"단발머리"는 조용필의 1집 음반의 수록곡으로 당시의 유행하던 전통 가요 스타일이 아닌 현대적인 락 음악의 양식으로 작곡된 곡이며 원래 솔리드가 2집에서 리메이크하여 부를 예정이었지만 어느 날 헤어샵에서 만난 015B가 리메이크 중이란 사실을 알게 되자 015B에게 곡을 양보하여 015B 5집에 수록됐는데 이 그룹 멤버 장호일(본명 정기원)은 솔리드 1집 프로듀서였으며 이 그룹(솔리드) 4집 수록곡 '끝이 아니기를'의 후렴구를 장호일의 동생이자 015B 멤버 중 한 명이었던 정석원이 이 그룹(015B) 7집에서 샘플링하여  '그녀에게 전화오게 하는 방법'으로 발표했다.
한때 이 곡은 작곡가인 조용필이 아닌 소속사 지구레코드에게 저작권이 돌아갔었다. 조용필은 1986년 12월 임정수 회장과 음반 프로덕션 계약을 체결할 때 ‘지적재산권 일부 양도’ 계약을 동시에 체결했다. 조씨가 작곡한 31곡에 대한 복제권과 배포권을 임 회장이 갖는 내용이었으며, "단발머리"도 여기에 포함됐다. 조용필은 당시만 해도 저작권 개념이 보편화되지 않았던 터라 문제의식 없이 서명했다. 조씨는 이들 노래가 방송이나 공연에서 연주되거나 불릴 때의 저작권료는 받았으나, 자신의 곡을 재녹음해 음반이나 DVD 등으로 판매할 때는 임 회장에게 저작권료를 내왔다. 조용필은 임 회장과 소송까지 벌였으나 2004년 대법원에서 “정당한 계약이었다”며 패소했고, 임 회장이 세상을 떠난 뒤 배포권과 복제권은 임 회장의 아들인 임재우 회장에게 양도됐다. 그러나 2014년 2월 임재우 사장이 조용필 측과 합의하고 조용필 씨 측에게 "단발머리"를 포함한 31곡의 배포권과 복제권을 이전한다’는 내용의 공증서류를 한국음악저작권협회에 접수하게 되면서 조용필 씨가 저작권을 돌려받게 됐다. 5·18 광주 민주화 운동을 소재로 한 영화 택시운전사에서 송강호가 부른 노래이기도 하다.